# Daniel Lovitz
Daniel Lovitz (Wyndmoor, Pensilvania, Estados Unidos; 27 de agosto de 1991) es un futbolista estadounidense. Juega de centrocampista o extremo y su equipo actual es el Nashville SC de la Major League Soccer. 
Es internacional absoluto con la selección de Estados Unidos desde 2019.

## Trayectoria

### Inicios
Lovitz jugó cuatro años al fútbol universitario en la Universidad de Elon, entre los años 2010 y 2013. Con los Elon Phoenix jugó 80 encuentros y anotó 9 goles. En su tiempo en la Universidad también jugó para el Carolina Dynamo de la USL PDL en las temporadas 2012 y 2013.

### Toronto FC
El 16 de enero de 2014 fue seleccionado por el Toronto FC en la segunda ronda (lugar 24) del SuperDraft de 2014. Fue enviado a préstamo al equipo filial del club, el Wilmington Hammerheads en marzo de 2014. Debutó profesionalmente el 5 de abril en el empate a cero contra el Harrisburg City Islanders. La semana siguiente anotó su primer gol en la victoria de visita por 4-3 al Pittsburgh Riverhounds. En el año 2015, Lovitz jugó 11 encuentros para el primer equipo del Toronto FC.

### Montreal Impact
El 28 de febrero de 2017, Daniel fichó por el Montreal Impact de la Major League Soccer.

### Nashville SC
En noviembre de 2019 se hizo oficial su incorporación al Nashville SC para su temporada de debut en la Major League Soccer en 2020.

## Selección nacional
Debutó con la selección de Estados Unidos el 28 de enero de 2019, en un encuentro amistoso contra Panamá en el State Farm Stadium.

## Clubes
| Club                              | País           | Año         |
| --------------------------------- | -------------- | ----------- |
| Elon Phoenix                      | Estados Unidos | 2010 - 2013 |
| Carolina Dynamo                   | Estados Unidos | 2012 - 2013 |
| Toronto FC                        | Canadá         | 2014 - 2016 |
| Wilmington Hammerheads (préstamo) | Estados Unidos | 2014        |
| Toronto FC II (préstamo)          | Canadá         | 2016        |
| Montreal Impact                   | Canadá         | 2017 - 2019 |
| Nashville SC                      | Estados Unidos | 2020 - Act. |

## Estadísticas

### Clubes
Actualizado al último partido disputado el 29 de septiembre de 2019.
| Toronto FC · Canadá                                  | 1.ª           | 2014          | 18  | 0 | 3  | 0 | - | - | - | - | 21  | 0 |
| Toronto FC · Canadá                                  | 1.ª           | 2015          | 11  | 0 | 1  | 0 | - | - | - | - | 12  | 0 |
| Toronto FC · Canadá                                  | 1.ª           | 2016          | 12  | 0 | 2  | 0 | - | - | - | - | 14  | 0 |
| Toronto FC · Canadá                                  | Total club    | Total club    | 41  | 0 | 6  | 0 | 0 | 0 | 0 | 0 | 47  | 0 |
| Wilmington Hammerheads (préstamo) Estados Unidos     | 2.ª           | 2014          | 5   | 1 | 0  | 0 | - | - | - | - | 5   | 1 |
| Wilmington Hammerheads (préstamo) Estados Unidos     | Total club    | Total club    | 5   | 1 | 0  | 0 | 0 | 0 | 0 | 0 | 5   | 1 |
| Toronto FC II (préstamo) · Canadá                    | 2.ª           | 2016          | 2   | 0 | 0  | 0 | - | - | - | - | 2   | 0 |
| Toronto FC II (préstamo) · Canadá                    | Total club    | Total club    | 2   | 0 | 0  | 0 | 0 | 0 | 0 | 0 | 2   | 0 |
| Montreal Impact · Canadá                             | 1.ª           | 2017          | 25  | 0 | 3  | 0 | - | - | - | - | 28  | 0 |
| Montreal Impact · Canadá                             | 1.ª           | 2018          | 31  | 1 | 2  | 0 | - | - | - | - | 33  | 1 |
| Montreal Impact · Canadá                             | 1.ª           | 2019          | 28  | 0 | 2  | 0 | - | - | - | - | 30  | 0 |
| Montreal Impact · Canadá                             | Total club    | Total club    | 94  | 1 | 7  | 0 | 0 | 0 | 0 | 0 | 101 | 1 |
| Total carrera                                        | Total carrera | Total carrera | 142 | 2 | 13 | 0 | 0 | 0 | 0 | 0 | 155 | 2 |
| (1) Incluye datos de la U.S. Open Cup (2016 - 2017). |               |               |     |   |    |   |   |   |   |   |     |   |

### Selección nacional
| Selección             | Temporada     | Amistosos | Amistosos | Norteamérica | Norteamérica | Mundial | Mundial | Total | Total |
| Selección             | Temporada     | Part.     | Goles     | Part.        | Goles        | Part.   | Goles   | Part. | Goles |
| --------------------- | ------------- | --------- | --------- | ------------ | ------------ | ------- | ------- | ----- | ----- |
| Adulta Estados Unidos | 2019          | 7         | 0         | 6            | 0            | -       | -       | 13    | 0     |
| Adulta Estados Unidos | Total         | 7         | 0         | 6            | 0            | 0       | 0       | 13    | 0     |
| Total carrera         | Total carrera | 7         | 0         | 6            | 0            | 0       | 0       | 13    | 0     |

## Palmarés

### Títulos nacionales
| Título                          | Club            | País   | Año  |
| ------------------------------- | --------------- | ------ | ---- |
| Campeonato Canadiense de Fútbol | Toronto FC      | Canadá | 2016 |
| Campeonato Canadiense de Fútbol | Montreal Impact | Canadá | 2019 |